# Stebno (Kryry)
Stebno (německy Steben) je vesnice, část města Kryry v okrese Louny. Nachází se asi 6,5 km na jih od Kryr. Stebno leží v katastrálním území Stebno u Petrohradu o rozloze 8,35 km².

## Název
Stebno místním jménem pocházejícím od podstatného jména jizba a od něj se pak přes jstebna dostalo do tvaru jstebno. Následně pak písmeno j odpadlo a vzniklo dnešní jméno Stebno. V písemných pramenech se objevují ještě další tvary de Zetheban (1239 a 1240) či de Stebna (1295).

## Historie
První písemná zmínka o obci pochází z roku 1239 a vlastnil jej drobný šlechtic Vojislav. Založena byla pravděpodobně dříve, v kolonizační vlně ve 12. nebo dokonce 11. století. Od roku 1395 bylo součástí petrohradského panství a spolu s ním pak sdílelo osud až do poloviny 19. století (1849). V průběhu husitských válek bojovali někteří sedláci ze Stebna na straně lounsko-žateckého svazu, což dokazují zprávy o bitvě u Želenic roku 1438. Za sedm zajatých stebenských bojovníků, např. Kubu ze Stebna a Jana Rachlíka, vězněných v saském Freiberku, požadovala saská strana výkupné ve výši sedm kop grošů.
Po třicetileté válce bylo původně obyvatelstvo protestantské víry postupně nahrazováno německými katolickými osadníky, pocházejícími především z Bavorska. Berní rula z roku 1654 ještě uvádí většinu obyvatel s českými jmény. Selská povstání, která roku 1680 zasáhla Čechy od západu na východ, se nevyhnula ani Stebnu. Sedm stebenských poddaných: Georg Wolf, Václav Hájek, Jiří Michálek, Šimon Hursík, Jiří Mareš, Ondřej Šebesta a Tomáš Čihař, se k rebelům přidalo. Dne 25. dubna 1680 přitáhlo ze Žatce do Stebna 180 rejtarů, doprovázejících krajského hejtmana hraběte Kolovrata. Zmínění sedláci se nechtěli dát zatknout, ozbrojili se různým zemědělským nářadím a uprchli do věže kostela. Shodili schody a křičeli na hejtmana různé posměšky, měli na něho „zlé huby“, jak hovoří dobové dokumenty. Velitel vojáků nechtěl nikoho usmrtit na církevní půdě, a proto na ně zatím nezaútočil. Přítomnost vojska nakonec stebenským rebelům pomohla, protože jim zabránila zúčastnit se srážky nedaleko Blatna. Odbojníci pak po bitvě z věže vyšli a zachovali si život.
V následujících stoletích se národnostní složení obyvatelstva změnilo, takže Ottův slovník naučný, publikovaný v letech 1888 až 1909, uvádí na konci 19. století ve Stebně pouze tři Čechy. V meziválečném období do Stebna přišla řada Čechů především železničářů nebo zaměstnanců blízkého žulového lomu. Bydleli hlavně v nejchudší ulici zvané dodnes jejími obyvateli Na Protektorátu.[zdroj⁠?!] Dne 8. května 1945 přišli do Stebna první sovětští vojáci a Rudá armáda tábořila na poli za statkem rodiny Kosů.[zdroj⁠?!] Celkem padlo na různých bojištích II. světové války třicet devět německých občanů. V roce 1946 bylo německé obyvatelstvo odsunuto na základě Benešových dekretů a z vnitrozemí přišli Češi, Slováci a především lidé z území sovětské Ukrajiny - volyňští Češi.
Dne 4. srpna 1951 došlo v okolí Stebna a Petrohradu k silným dešťům a hrozilo protržení hráze rybníka[kde?]. Místní obyvatelé odstranili seno, které ucpalo splav, takže k poškození hráze nedošlo. V části vsi byly zatopeny domy, ale nikdo nezahynul ani hmotné škody nebyly velké.
V únoru 2015 došlo jižně od mlýna U Proškové, zvaném také Nouze, k unikátnímu archeologickému nálezu etruské mísy zvané teglia spolu s dalšími artefakty z doby 200 až 400 let před Kristem. Depot se nacházel na nevýrazném návrší nad pravým břehem Podvineckého potoka mezi třemi nápadnými žulovými balvany. Okolnosti uložení nádoby se zbytky rostlin i dalších předmětů napovídá, že se jednalo pravděpodobně o oběť bohům. Charakter místa nálezu vzdáleného od tehdejšího běžného osídlení vedl archeology k názoru, že okolí Stebna mělo pro tehdejší obyvatele charakter sakrální krajiny sloužící k uctívání bohů. Mísa je uložena v Národním muzeu.
Dne 24. června 2021, přibližně ve stejné době, kdy silné tornádo zdevastovalo několik obcí v okresech Hodonín a Břeclav, byly také ve Stebně některé domy a hospodářské budovy poškozeny downburstem silné bouře.

## Přírodní poměry
Stebno leží v Rakovnické pahorkatině. Asi 1,5 kilometru severozápadně od vesnice se nachází erozní zářez, v němž jsou odkryty hrubě zrnité a šikmo zvrstvené arkózovité pískovce a slepence líňského souvrství. V nejnižší úrovni se nachází jemnozrnné sedimenty (prachovce) prokládané kaolinizovanými polohami vybělených jemně zrnitých pískovců. V prachovcích jsou patrné projevy říční eroze nivních sedimentů v podobě sytě červených jílovců. Zrnitost horniny roste směrem k nadloží. Sedimenty jsou postiženy hustou sítí poklesových zlomů, vzájemně jeden až dva metry vzdálených. Velikost poklesu dosahuje nižších desítek centimetrů.
Východní částí vesnice protéká Podvinecký potok, na kterém se u vsi nachází Stebenský rybník. V roce 2011 skončila oprava rybniční hráze a bezpečnostního přelivu.

## Obyvatelstvo
Při sčítání lidu v roce 1921 zde žilo 404 obyvatel (z toho 185 mužů), z nichž bylo 21 Čechoslováků, 378 Němců a pět cizinců. Kromě jednoho člena Církve československé husitské a dvou židů se hlásili k římskokatolické církvi. Podle sčítání lidu z roku 1930 měla vesnice 438 obyvatel: 24 Čechoslováků, 408 Němců a šest cizinců. Kromě dvou židů byli římskými katolíky.
|           | 1869 | 1880 | 1890 | 1900 | 1910 | 1921 | 1930 | 1950 | 1961 | 1970 | 1980 | 1991 | 2001 | 2011 | 2021 |
| --------- | ---- | ---- | ---- | ---- | ---- | ---- | ---- | ---- | ---- | ---- | ---- | ---- | ---- | ---- | ---- |
| Obyvatelé | 428  | 442  | 409  | 390  | 430  | 404  | 438  | 281  | 292  | 239  | 206  | 149  | 143  | 124  | 139  |
| Domy      | 72   | 75   | 77   | 89   | 86   | 92   | 103  | 90   | 79   | 70   | 63   | 78   | 84   | 64   | 88   |

## Obecní správa
Po zrušení patrimoniální správy se vesnice stala obcí v podbořanském okrese a od roku 1960 v okrese Louny. Od 1. ledna 1981 je vesnice částí obce Kryry.

## Pamětihodnosti

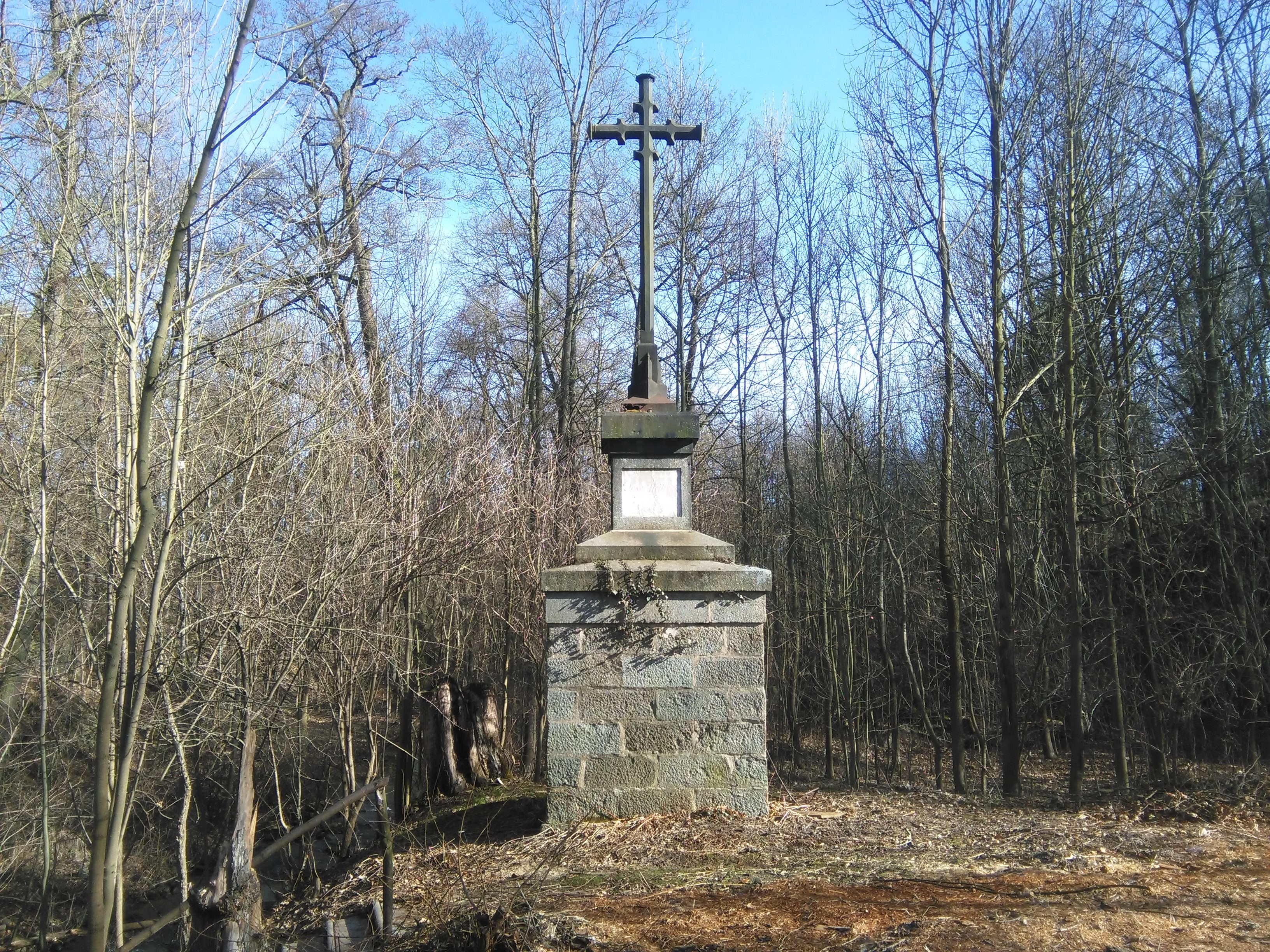
Pomník obětem povodní

- Kostel svatého Jana Křtitele byl původně gotický, roku 1359 je doložen jako farní, stojí na vyšší straně svažité návsi.[19] O jeho původním gotickém původu svědčí trojboký presbytář. Z roku 1593 je kamenná renesanční kazatelna s dodnes dobře čitelnými českými citáty z bible. První je z 58. kapitoly proroka Izajáše, první verš: „Volej z plna hrdla, bez zábran! Rozezvuč svůj hlas jako polnici! Mému lidu ohlas jeho nevěrnost, domu Jákobovu jeho hříchy.“ Druhý z apoštola Lukáše 10. kap. 16. verš: „Kdo slyší vás, slyší mne, a kdo odmítá vás, odmítá mne; kdo odmítá mne, odmítá toho, který mě poslal.“[zdroj⁠?!] Biblické texty doplňují erby tehdejšího majitele petrohradského panství Jaroslava Libštejnského z Kolovrat.[zdroj⁠?!] V roce 1621 byl donucen odejít poslední protestantský duchovní Sebastian Stambach spolu s ostatními věřícími, kteří nechtěli přestoupit na katolickou víru. v následujících stoletích pak neměli stebenští farníci svého katolického pastýře. Stebenská farnost byla dokonce připojena k mnohem menší sousední vsi Malměřice.[zdroj⁠?!] V roce 1656 kostel vyhořel[19] a žár byl takový, že roztavil i cínové rakve urozených zesnulých. Cín z nich byl použit na výrobu svícnů.[zdroj⁠?!] Svatostánek byl opraven v barokním slohu, rozšířen byl v roce 1732 a poslední oprava byla provedena v meziválečném období roku 1929.[19] Komunistická garnitura stebenský kostel neopravovala.[zdroj⁠?!] Zařízení kostela je neúplné, zůstala pouze torza varhan i hlavního a bočního oltáře a barokní kamenná křtitelnice. V současnosti je dvakrát za rok využit ke koncertům a příležitostným bohoslužbám.
- Sloup se sochou svatého Jana Nepomuckého z roku 1709 nebo 1732, tedy z období, kdy byl opravován kostel. Místní jej nazývají Barborkou.[zdroj⁠?!]
- Smírčí kříž nacházející se vlevo od nepoužívané cesty ze Stebna do Petrohradu. Je tvořen třemi nestejně velkými kruhy s kříži. V okolí je takových málo, výjimkou jsou kruhové kříže v nedaleké Jesenici a Velečíně, tvořené pouze jedním kruhem. Podobné jsou až v daleké Bretani, což vede k domněnce, že pocházejí až z napoleonských válek.[20]
- Pomník obětem povodní se nachází nedaleko železničního viaduktu. Jeho kovová část byla zhotovena ze zbytků parního stroje pily a podstavec z kamenů z komína, byl postaven na paměť obětí povodně z května roku 1872. V sobotu 25. května tohoto roku se dvě hodiny po poledni nad západními Čechami strhla bouře, doprovázená vydatným deštěm. Pršelo až do 22. hodiny a přívaly deště způsobily protržení rybníků v Pastuchovicích, Velečíně, Blatně, Stebně a dnes zaniklého rybníka Michálek, jehož hráz přehrazovala údolí několik metrů nad mlýnem. Kolem půl jedenácté večer dorazila velká voda k náhonu bývalého mlýna a parní pily a provalila jej. Při prolomení střechy mlýna v něm zahynulo sedm lidí, kteří se zde ukryli před deštěm. Na pomníku jsou uvedena jejich jména. Mezi nimi byly čtyři děti. Počet obětí v podbořanském a žateckém okrese se vyšplhal, podle různých pramenů, na sto až sto dvacet pět osob. Hmotné škody dosáhly v podbořanském okrese 630 tisíc zlatých a v žateckém 587 tisíc. Na Jesenicku byly vyčísleny na 362 tisíc. Jakmile voda opadla, byla postiženým vesnicím poskytnuta okamžitá pomoc. Dary pocházely dokonce i ze zahraničí. Jen v Žatci přinesla sbírka šest tisíc zlatých. Náprava škod však trvala dlouho. Kříž i okolí památníku bylo v roce 2018 opraveno péčí Okrašlovacího spolku Stebno 2020 za finanční podpory Nadace Občanského fóra, města Kryry, Nadace Logit ve spolupráci s Ústeckou komunitní nadací. Říká se zde U Křížku nebo také U Hejlíčka.[zdroj⁠?!]
- Další stebenskou památkou je socha Odpočívajícího Ježíše, umístěná u cesty do Blatna. Pochází z roku 1770 a někdy na přelomu padesátých a šedesátých let byla sražena ze soklu opilými stebenskými mladíky. Pohozenou v poli, rozbitou na několik kusů, ji zachránil místní občan František Jelínek s otcem, aby ji po šedesáti letech předal Okrašlovacímu spolku Stebno 2020. Ten nechal sochu zrestaurovat, a tak mohla být v srpnu 2019 slavnostně odhalena a vysvěcena kralovickým katolickým farářem Richardem Polákem.[21][22]

## Osobnosti
Nejvýznamnější postavou spojenou se Stebnem je hrabě Heřman Černín z Chudenic, katolický šlechtic, diplomat a cestovatel 17. století. Ve zdejším kostele nechal pohřbít dvě manželky: Marii Annu Čáslavu, rozenou ze Svárova, a Annu Saloménu. Po smrti zde měl být uložen sám. Tomu však zabránil požár, jemuž padla za oběť vesnice s kostelem, a proto byl uložen v chrámu svatého Víta na Pražském hradě. Ve vsi se také narodil Joseph Eduard Pontifikl, který vydal roku 1822 topografické dílo Topographie des Saazer Kreises im Königreiche Böhmen.

## Galerie

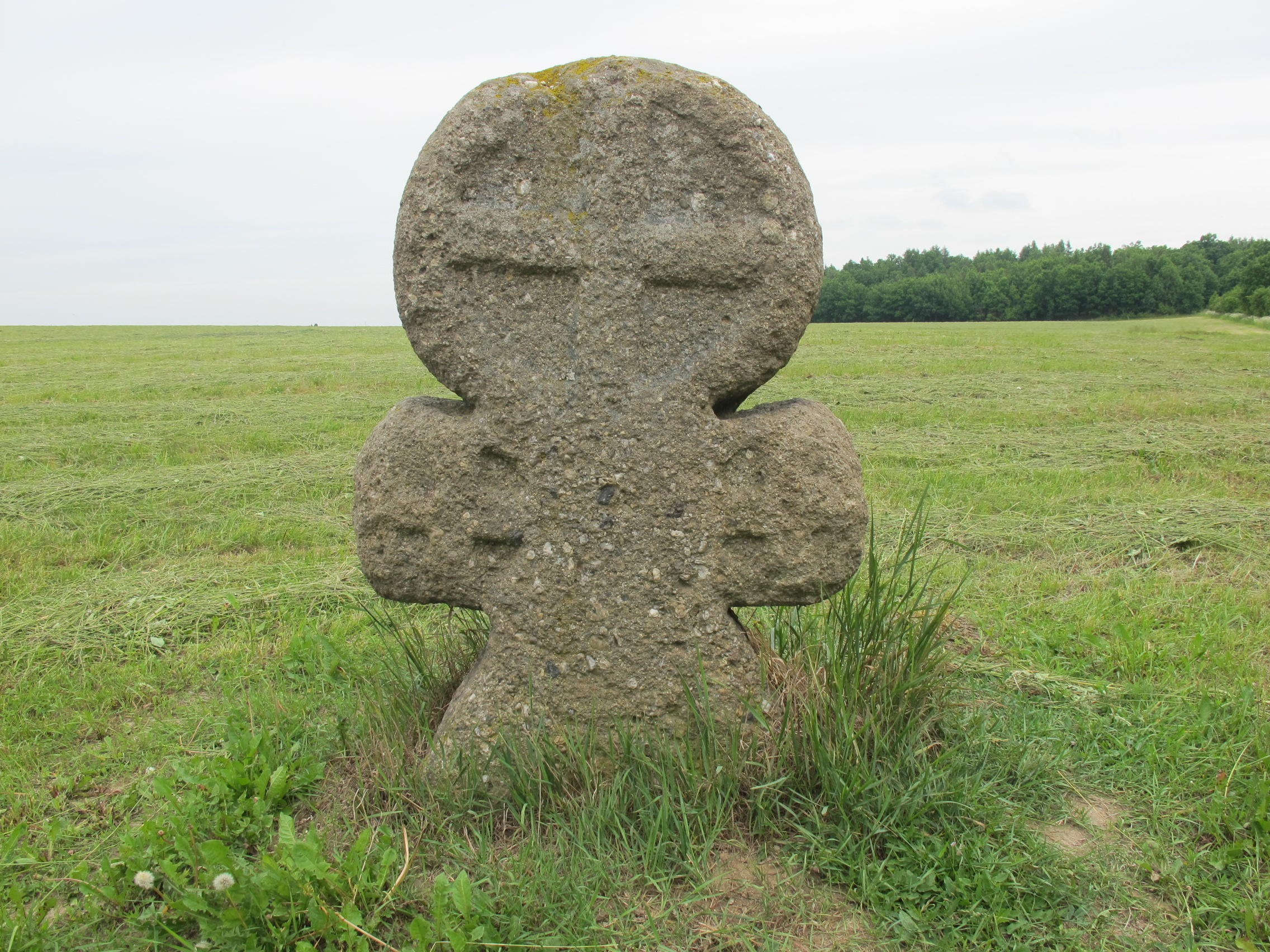
Smírčí kříž u vsi
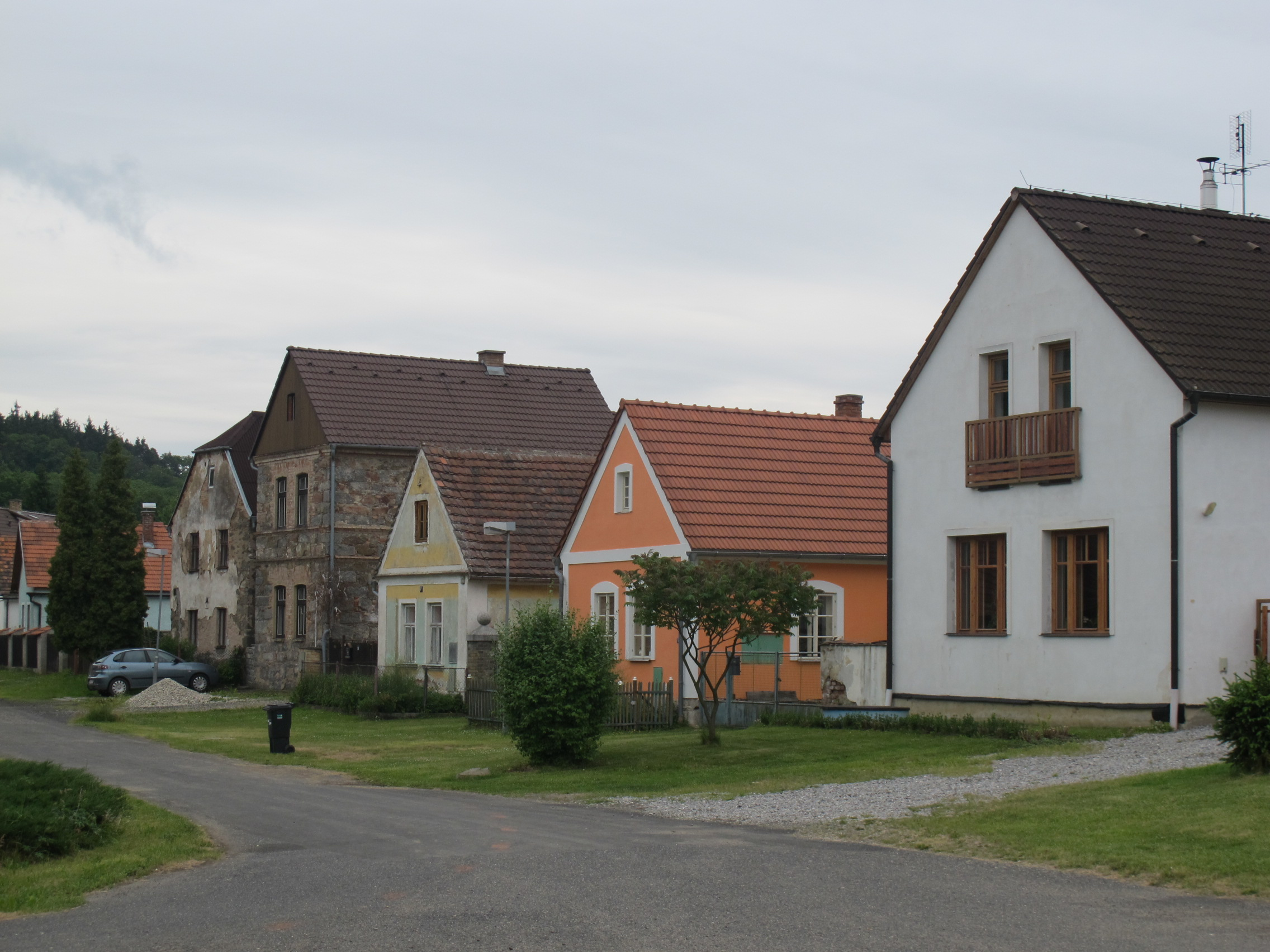
Náves
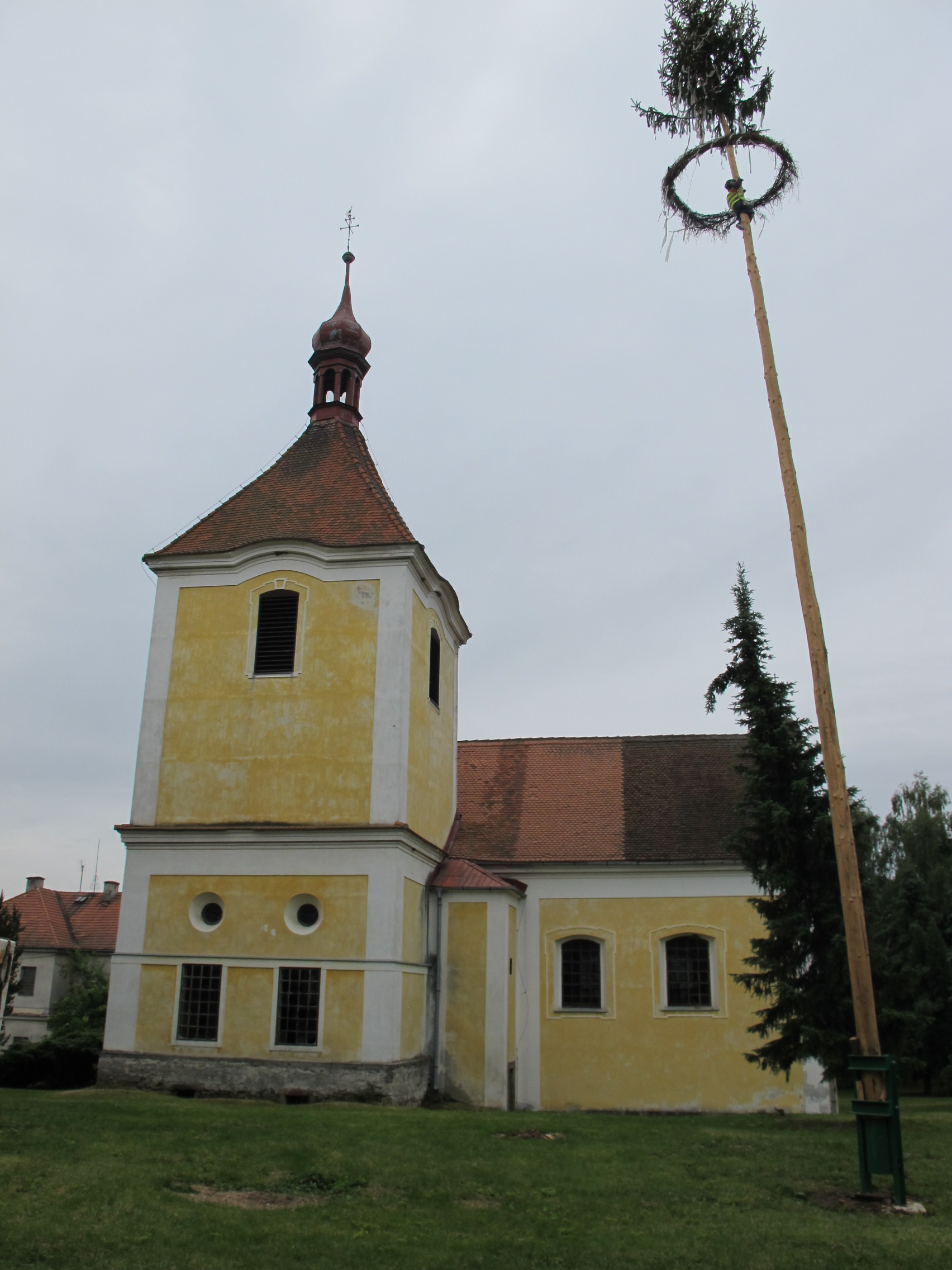
Kostel svatého Jana Křtitele
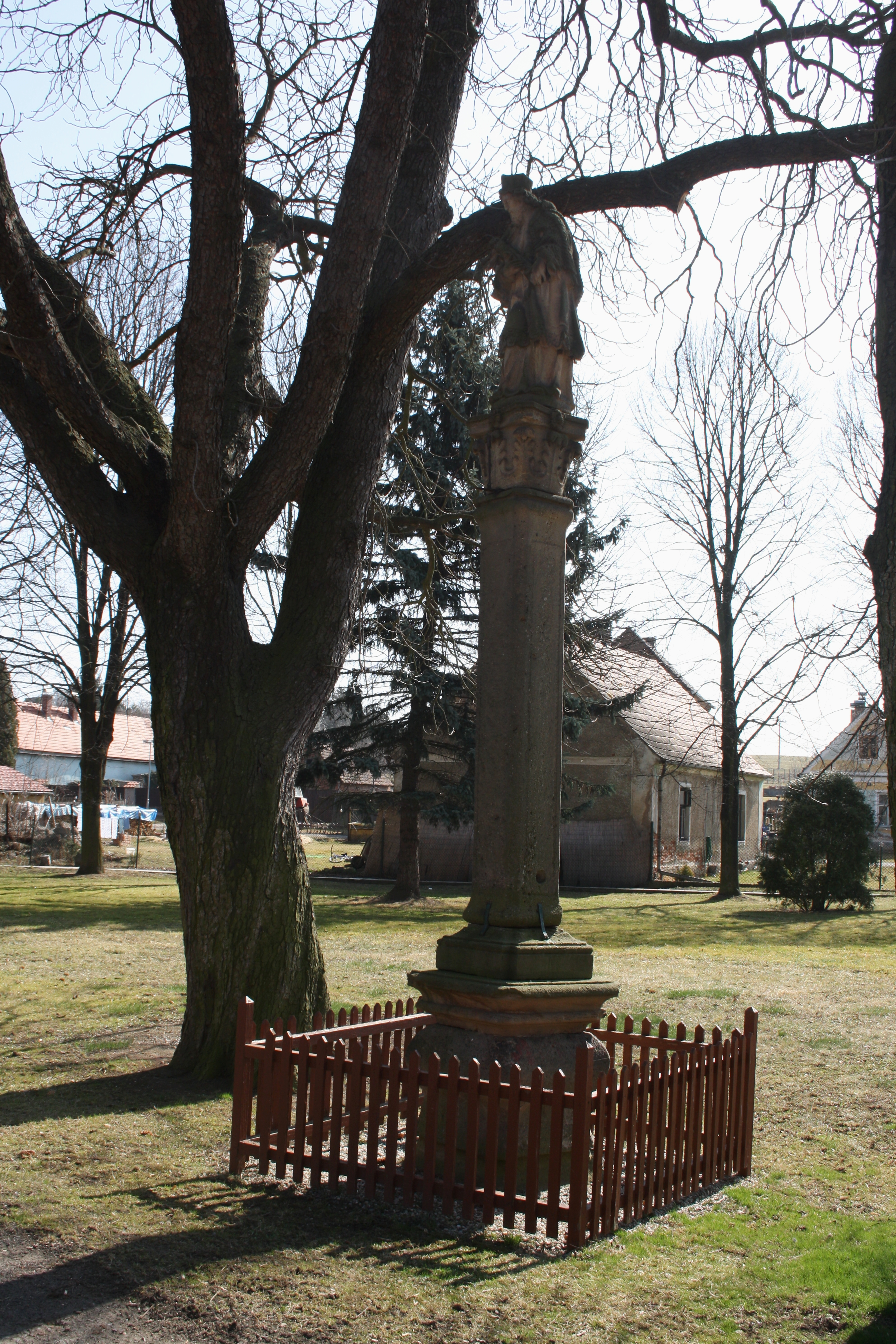
Svatojánská socha na návsi
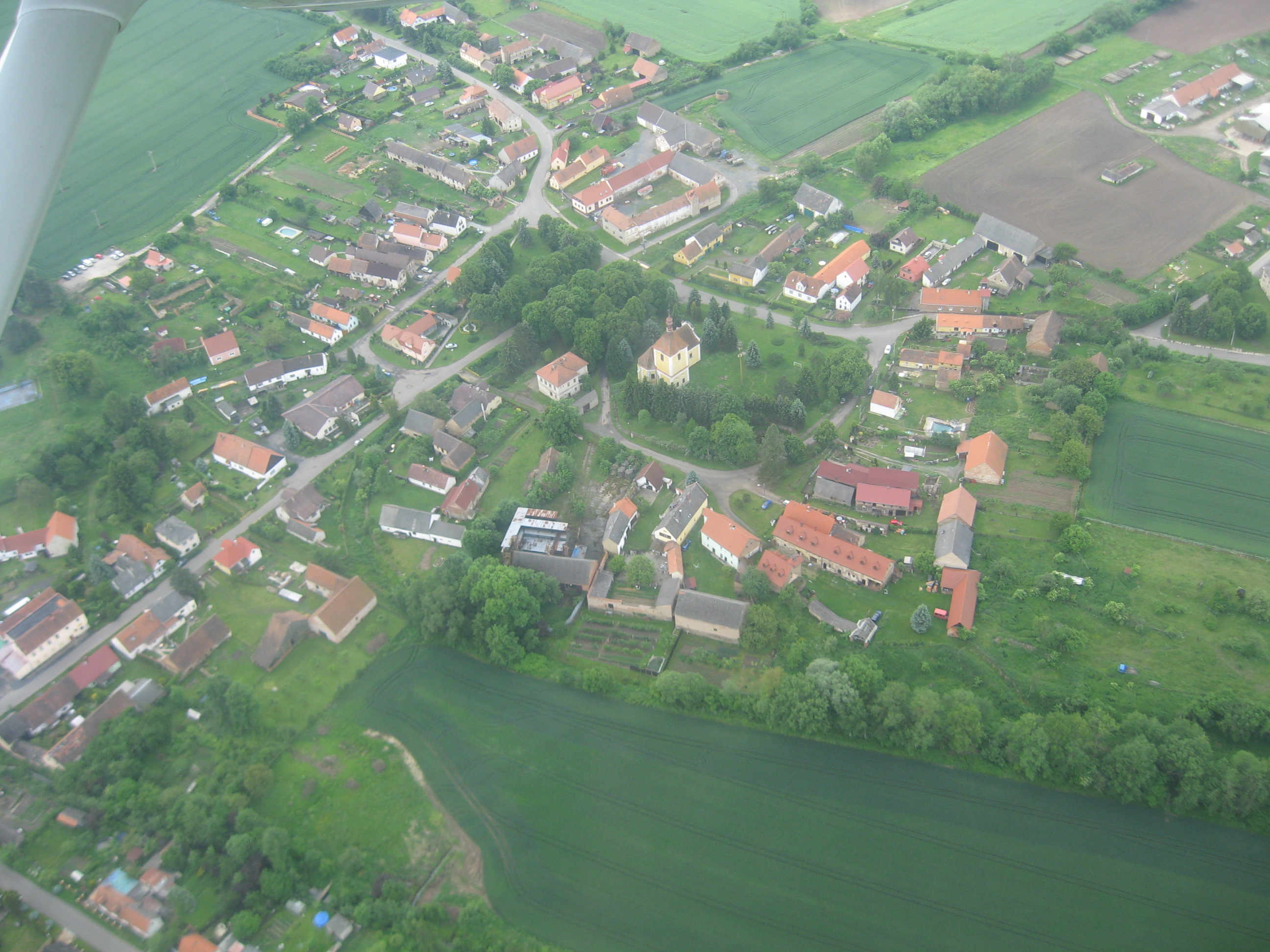
Vesnice z letadla